# Atractus caxiuana
Atractus caxiuana este o specie de șerpi din genul Atractus, familia Colubridae, descrisă de Da Costa Prudente și Santos-costa în anul 2006. Conform Catalogue of Life specia Atractus caxiuana nu are subspecii cunoscute.